# N748 (België)
De Belgische N748 is een gewestweg in de Belgische provincie Limburg. Het traject van ongeveer 17 kilometer loopt van Peer via Kleine-Brogel, Sint-Huibrechts-Lille en Achel naar de Nederlandse grens.